# Ricinoides hanseni
Ricinoides hanseni är en spindeldjursart som beskrevs av Legg 1976. Ricinoides hanseni ingår i släktet Ricinoides och familjen Ricinoididae. Inga underarter finns listade i Catalogue of Life.